# Luciobarbus
Luciobarbus és un gènere de peixos de la família dels ciprínids i de l'ordre dels cipriniformes.

## Taxonomia
- Luciobarbus albanicus (Steindachner, 1870)
- Luciobarbus bocagei (Steindachner, 1864)
- Luciobarbus brachycephalus (Kessler, 1872)
- Luciobarbus capito (Güldenstaedt, 1778)
- Luciobarbus caspius (Berg, 1914)
- Luciobarbus comizo (Steindachner, 1864)
- Luciobarbus graecus (Steindachner, 1896)
- Luciobarbus graellsii (Steindachner, 1866)
- Luciobarbus guiraonis (Steindachner, 1866)
- Luciobarbus kottelati (Turan, Ekmekci, Ilhan & Engin, 2008)
- Luciobarbus microcephalus (Almaça, 1967)
- Luciobarbus mursa (Güldenstädt, 1773)
- Luciobarbus steindachneri (Almaça, 1967)[1][2][3]